# .bt
.bt – domena internetowa przypisana do Królestwa Bhutanu. Została utworzona 16 lipca 1997. Zarządza nią Ministerstwo Informacji i Komunikacji (Ministry of Information and Communications  (ang.)).